# 전자수용체
전자수용체(電子受容體, 영어: electron acceptor)는 다른 화합물로부터 전자를 받아들이는 화학 물질이다. 전자수용체는 전자를 받아들이는 특성으로 인해 반응 과정에서 자신은 환원되고, 상대 물질을 산화시키는 산화제이다.
일반적인 산화제는 화학 반응을 통해 영구적인 화학적 변화를 겪으므로 하나 이상의 전자가 비가역적이고 완전하게 전이된다. 그러나 다양한 화학적 상황에서 전자공여체로부터 전자의 전달은 분수로 나타날 수도 있는데, 이는 전자가 완전하게 전이되지 않았음을 의미하고, 전자공여체와 전자수용체 사이에 전자 공명이 발생한다. 이는 구성 성분들이 그들의 화학적 본질을 유지하는 전하 이동 복합체(charge transfer complex)의 형성을 유도한다.
전자수용체 분자의 전자수용 능력은 가장 낮은 비점유 분자 궤도를 채울 때 방출되는 에너지인 전자친화도에 의해 측정된다.
전자공여체로부터 하나의 전자를 제거하는데 필요한 에너지는 이온화 에너지(I)이다. 전자를 전자수용체에 결합시킴으로써 방출되는 에너지는 전자친화도(A)의 음의 값이다. 전하의 이동에 대한 전체 시스템의 에너지 변화값(ΔE)은 {\displaystyle {\Delta }E=I-A\,}이다. 발열반응의 경우 방출된 에너지는 {\displaystyle -{\Delta }E=A-I\,}와 같다.
화학에서 전자공여체 분자와 공유결합을 형성하는 한 쌍의 전자를 얻는 전자수용체의 부류는 루이스 산으로 알려져 있다. 이러한 현상은 광범위한 루이스 산-염기 화학의 등장을 야기했다. 화학에서 전자공여체 및 전자수용체 작용의 원동력은 원자 또는 분자의 전기양성도(electropositivity) (전자공여체의 경우) 및 전기음성도(electronegativity) (전자수용체의 경우)의 개념을 기반으로 한다.

## 예시
전자수용체의 예로는 산소, 질산, 철(III), 망간(IV), 황산, 이산화 탄소 또는 일부 미생물에서 테트라클로로에틸렌, 트라이클로로에틸렌, 다이클로로에테인, 염화 비닐과 같은 염소계 용매가 사용된다. 이러한 반응은 생물이 에너지를 얻을 수 있도록 할 뿐만 아니라 유기 오염물의 자연적인 생분해에 관여하기 때문에 중요하다. 오염 장소가 자연 감쇠에 의해 정화되는 것을 모니터할 때 생분해를 이용하기도 한다.
생물학에서 최종 전자수용체는 세포 호흡이나 광합성이 일어나는 동안 전자를 받아들이는 화합물이다. 모든 생물들은 전자를 전자공여체에서 전자수용체로 전달시켜 에너지를 얻는다. 전자전달계를 통해 전자가 전달되는 과정 동안 전자수용체는 환원되고, 전자공여체는 산화된다.

## 같이 보기
- 전자공여체
- 산화환원반응